# Bitwa morska pod Svold
Bitwa pod Svold – bitwa morska stoczona we wrześniu 999 lub 1000 roku na Morzu Bałtyckim pomiędzy siłami króla Norwegów Olafa Tryggvasona a jego przeciwnikami.
Po stronie przeciwnej stanęli Duńczycy pod wodzą Swena Widłobrodego i Szwedzi (dowodzeni przez Olofa Skötkonunga), wsparci w ostatniej chwili przez posiłki z Jomsborga. Bitwa została stoczona najprawdopodobniej w najwęższym miejscu cieśniny Øresund na północ od wyspy Ven. Jednak wiele przemawia za tym, że miejsce bitwy znajdowało się w Zatoce Greifswaldzkiej, być może w pobliżu wyspy Vilm w cieśninie Strelasund u wybrzeży Rugii.
Do bitwy doszło w chwili, gdy wracająca z wyprawy łupieżczej na ziemie słowiańskie flota norweskiego króla Olafa Tryggvasona wpadła w zasadzkę sił duńsko-szwedzkich. Posiłkujący Norwegów jarl Jomswikingów Sigwaldi dopuścił się zdrady na samym początku bitwy – wycofał swoich ludzi i wziął udział w walce po stronie koalicji.
Połączona flota szwedzko-duńska była ponad trzykrotnie liczniejsza od norweskiej, ale jej okręty były znacznie mniejsze od drakkarów Tryggvasona, wśród których najokazalszym był królewski Ormrinn Langi (Długi Wąż – 68 wioślarzy, 200 wojowników). Sprzymierzeni wybrali Cieśniny Duńskie, gdzie falowanie nie jest tak uciążliwe dla małych jednostek typu sneka i gdzie zasadzka była nie do uniknięcia.
Król Norwegów z dala dostrzegł flotę przeciwników blokującą przejście przez Sund. Mógł wprawdzie ustawić swe okręty w klin, uderzyć w dowolny punkt blokady, przerwać ją i podążać dalej ku Norwegii, ale byłoby to jednoznaczne z ucieczką, na co ambitny Tryggvason nie mógł sobie pozwolić. Postanowił więc przyjąć bitwę ze stojącymi nieruchomo w jednej linii okrętami koalicji. Dla zabezpieczenia się przed abordażem kazał powiązać linami dzioby i rufy swoich, ustawionych w jedną linię, okrętów. Popełnił tym samym błąd: jego flota utraciła mobilność, a po opuszczeniu żagli zmieniła się w nieruchomą twierdzę, którą zwrotne i szybkie sneki przeciwników mogły atakować ze wszystkich stron.
Flota norweska nie była w stanie sprostać przeważającym siłom duńsko–jomsborsko-szwedzkim. Napastnicy przecinali liny wiążące norweskie okręty i po kolei eliminowali przeciwników. Najdłużej bronił się Ormrinn Langi, ale i on w końcu musiał ulec.
Chcąc uniknąć niewoli, król norweski rzucił się do wody (nie wiadomo do dziś, czy chciał – szukając ratunku – dopłynąć do innych okrętów norweskich, czy popełnić samobójstwo) i zginął. Ten tak zwany skok królewski zadecydował o klęsce Norwegów. Od tej chwili nie stanowili już liczącej się w rejonie Morza Bałtyckiego siły.
Opis bitwy zachował się w sadze islandzkiego barda Snorriego Sturlusona Heimskringla.